# 우주 탐사
우주 탐사(宇宙探査, space exploration)란 우주 공간을 탐사하는 것이다. 실제적인 우주의 탐사는 유인 우주 비행(human spaceflight)과 무인 우주선(robotic spacecraft)로 수행한다. 반면, 우주에 있는 천체를 관찰하는 것은 천문학이라고 한다. 20세기에 개발된 거대한 액체연료 로켓 엔진이 실제적인 우주 탐사를 가능하게 했다.
우주 탐사는 종종 냉전같은 지정학적 경쟁의 대리전 성격을 띄기도 했다. 초기의 우주 탐사는 미국과 소비에트연방간의 "우주 경쟁"에 의해 추진되었다. 지구 궤도에 쏘아 올려진 최초의 인공위성인 스푸트니크 1호는 1957년 10월 4일 소비에트연방이 발사하였다. 1969년 7월 20일에 미국의 아폴로 11호가 최초로 유인 달착륙에 성공한 것을 종종 우주 탐사의 초기(初期) 경계로 간주된다. 처음에는 소비에트연방이 모든 면에서 주도하였다. 그 예로는 1957년에 최초로 생명체(우주개 라이카)를 지구 궤도에 쏘아올린 것과 1961년에 최초의 유인 우주비행(보스토크 1호에 탑승한 유리 가가린), 1965년에 최초의 우주 유영(알렉세이 레오노프), 1966년에 지구외의 천체(달)에 최초의 자동 착륙 성공(루나 9호), 1971년 최초로 발사한 우주 정거장(살류트 1호)등이 있다.
우주 탐사를 시작한 지 약 20년 후, 1회용 우주 비행체는 우주왕복선 계획(Space Shuttle program)같이 재사용 가능하게 바뀌었고, 우주 경쟁은 국제 우주 정거장(International Space Station)같은 협력으로 바뀌었다. 1990년대 이후 민간업체들이 우주여행(space tourism)의 판촉과 달의 민간 우주 탐사(GLXP)를 시작하였다. 2003년에는 중화인민공화국이 성공적으로 유인 우주 비행을 시작하였고, 일본과 인도 또한 유인 우주 비행 계획을 세웠다.

## 20세기 우주 탐사의 역사
우주로의 첫 걸음은 2차 세계대전 중 나치독일의 폰 브라운 등의 여러 과학자들이 개발한 탄도 비행체인 V-2 로켓이다. 2차 세계 대전 후 연합군은 독일 과학자들과 노획한 V-2 로켓을 군사 및 민간 연구를 위해 이용하였다. 첫 번째 과학 우주 탐사는 1946년 5월 10일 미국에 의해 수행된 우주 복사(cosmic radiation) 실험이었다. 우주에서 찍은 지구의 첫 번째 사진은 초파리들을 올려 보낸 첫 번째 동물실험과 같은 해인 1947년에 촬영되었다. 두 실험은 미국과 그들의 독일인 고문들에 의해 발사한 V-2에 의해 수행되었다. 일련의 탄도 비행 실험은 우주에서 매우 짧은 시간 동안만 가능하였다.

### 최초의 궤도 비행
최초로 성공한 궤도 비행은 1957년 10월 4일에 발사된 소련의 무인 인공위성 스푸트니크 1호(Sputnik, 영어로 "Satellite")이다. "스푸트니크(Спутник)"란 러시아어로 "여행의 동반자"란 뜻이다.

보스토크 1호의 성공에 자극받은 미국은 개 앨런 셰퍼드를 태운 머큐리-레드스톤 3호(Mercury-Redstone 3)를 발사해 탄도 비행에 성공했고, 1962년 2월 20일 미국 최초의 우주비행사 존 글렌을 태운 머큐리-아틀라스 6호(Mercury-Atlas 6)를 발사해 첫 유인 궤도 비행을 실시하였다.
최초의 여성 우주 비행사는 소련의 발렌티나 테레시코바였다. 그녀는 1963년 6월 보스토크 6호에 탑승하여 지구 궤도를 48회 돌았다.
1960년대 달 탐험에 주력하던 미국과 소련의 우주 개발 계획은 1970년대에 들어와 우주의 실생활 이용과 태양계 행성의 우주선에 의한 무인 탐사에 열을 올리고 있다. 1972년 아폴로 계획이 끝나면서 미국의 유인 달 탐험 계획은 일단 중지되었고, 그 대신에 다수의 실용적 성격을 가진 인공위성, 예를 들어 통신·기상·자원탐사 등의 위성과 천체와 태양 관측용의 과학위성이 지구 궤도로 쏘아 올려졌다.

## 우주개발 연표
- 18세기 - 인도에서 벌어진 마이소르-영국 전쟁에서 철제로켓이 성공적으로 사용됨
- 1814년 - 볼티모어 전투에서는 포트 맥헨리를 공격하는 데 영국의 로켓함 Erebus가 사용됨
- 1957년 10월 4일 소련, 최초의 인공위성 스푸트니크(Sputnik) 1호 발사
- 1957년 11월 3일 소련, 첫 우주 비행 생명체인 개(라이카)를 태운 스푸트니크(Sputnik) 2호 발사

- 1958년 2월 1일 미국, 첫 위성인 익스플로러(Explorer) 1호 발사
- 1958년 10월 1일 미국, 나사(NASA : National Aeronautics and Space Administration) 설립

- 1959년 1월 2일 소련, 처음으로 태양궤도를 공전하는 인공위성 루나1호 발사
- 1959년 10월 4일 소련, 루나3호 발사.

- 1960년 4월 1일 미국, 첫 기상위성인 타이러스(Tiro) 1호 발사

- 1961년 4월 12일 소련, 첫 유인 우주선 보스토크(Vostok) 1호 발사
- 1961년 5월 5일 미국, 첫 유인 우주선 프리덤7호 발사

- 1962년 2월 26일 존 글렌 중령이 미국 최초로 지구궤도 비행에 성공

- 1963년 6월 16일 소련, 첫 여성 우주비행사인 발렌티나 테레시코바가 탑승한 보스토크 6호(Vostok 6) 발사.

- 1965년 3월 18일 소련의 위성 보스크쇼드(Voskshod) 2호에 탑승한 우주비행사 알렉세이 레오노프, 처음으로 약 12분 동안 우주유영(space walk) 성공.
- 1965년 11월 프랑스, 자체 개발한 인공위성 A1발사

- 1966년 2월 3일 소련의 루나(Luna)9호, 최초로 달에 연착륙 성공

- 1967년 4월 23일 소련의 소유즈1호, 대기권 돌입후 지상에 충돌하여 우주비행사 1명 사망, 최초의 우주비행사고

- 1969년 7월 20일 미국의 아폴로11호에 탑승했던 암스트롱, 인류 최초로 달에 발을 내딛음.

- 1970년 4월 24일 중국, 최초의 인공위성 동방홍 1호를 발사

- 1971년 4월 19일 소련, 우주정거장 샬류트(Salute) 1호 발사
- 1971년 10월 28일 영국, 자력으로 인공위성 블랙나이트 1호를 쏘아올려 세계 6번째 우주국가가 됨

- 1973년 5월 14일 미국, 우주정거장 스카이랩(Skylab) 발사

- 1976년 7월 20일 미국의 바이킹1호, 화성에 착륙해 지구에 사진 전송

- 1980년 7월 18일 인도, 자력으로 인공위성 로히니를 쏘아올려 세계 7번째 우주국가가 됨

- 1981년 4월 12일 미국, 최초의 유인 우주왕복선인 컬럼비아호 발사

- 1984년 11월 8일 미국의 우주왕복선 디스커버리호 승무원, 우주에서 처음으로 위성 수거 및 수리공사 진행

- 1986년 1월 28일 미국의 우주왕복선 챌린저(Challenger)호 발사직후 폭발, 7명 사망
- 1986년 2월 20일 소련, 우주정거장 미르(Mir) 발사

- 1990년 4월 24일 미 항공우주국(NASA)과 유럽우주국(ESA)이 협력, 우주왕복선 디스커버리호(Discovery)에 허블우주망원경을 실어 발사시킴
- 1992년 8월 11일 국내 최초 인공위성 우리별 1호 발사 기아나 우주 센터에서 발사함
- 1993년 9월 26일 대한민국 카이스트에서 국내에서 2번째 인공위성 우리별 2호 발사

- 1997년 9월 11일 1996년 11월 발사된 미 화성 탐사선 서베이어호가 화성 표면을 2년간 정밀 조사하기 위해 화성궤도 선회 시작

- 1998년 1월 29일 16개 나라가 국제 우주 정거장 건설 계획에 서명함
- 1998년 11월 20일 최초의 국제우주정거장(ISS)시설인 러시아 다목적 모듈인 자랴(일출)가 발사됨

- 2001년 4월 28일 최초의 우주관광객인 미국인 사업가 데니스 티토, 러시아 우주선 '소유즈·TM32' 우주선에 탑승.
- 2001년 9월 9.11 테러 이후 한국이 개발한 KSR-III 액체로켓이 한미 미사일 지침 위반이라며 항공우주연구원에 시찰을 보냄
- 2001년 11월 KSR-III 액체로켓이 러시아의 도움을 받아 엔진 20초 연소를 성공시킴.
- 2003년 2월 1일 미국의 우주왕복선 컬럼비아호, 28번째 우주비행을 마치고 지구로 귀환하다 공중폭발.
- 2003년 10월 15일 중국, 최초의 유인 우주선 ‘선저우(神舟)5호’ 발사에 성공함으로써 옛 소련과 미국에 이어 세계에서 3번째로 유인우주선 보유국 대열에 합류.
- 2017년 5월 25일 호주 로캣 랩사가 개발한 일렉트론 로켓이 최초발사를 하려다 실패함
- 2018년 1월 21일 일렉트론 로켓 발사가 성공했음
- 2022년 6월 21일 한국형발사체 KSLV-2 발사성공

## 행성 탐사
미국은 행성 탐사를 위하여 매리너·파이어니어·바이킹·보이저 등의 우주선을 수성·금성·화성·목성·토성 등에 쏘아 보내 여러 가지 새로운 사실을 알아내었다. 파이어니어, 바이킹, 보이저 등의 미션을 성공시킨 미국은 1960년대와 1970년대의 행성 탐사를 많이 하였다. 미국의 탐사기는 언제나 행성의 뛰어난 데이터를 입수해 왔다. 1978년에 발사된 마지막 금성 탐사기 파이어니어 비너스로부터 10년 이상이나 지난 1989년에야 NASA의 금성 탐사기 마젤란이 발사되었다.

### 화성 탐사
1997년 무인 화성탐사선 패스파인더가 화성에 도착하였으며, 토성탐사선 카시니-하위헌스 호가 발사되었다. 패스파인더의 화성착륙 성공은 1976년 9월의 바이킹 2호에 의한 화성 도착 이후 21년 만의 쾌거였다. 패스파인더는 착륙 후 표면탐사로봇차인 '소저너'를 발진시켜 정밀 탐사활동을 벌였다. 소저너는 예상 수명이 1주일 정도였으나 1개월 이상 화성에서 활동하면서 화성 표면의 기온변화를 관측하고 토양을 분석했다. 그 결과 화성 표면 토양에 의외로 많은 규소가 함유된 것으로 나타나 알려진 것보다 큰 지각변동을 겪은 것이 확인됐다. 대기와 지표의 상호작용도 심했던 것으로 파악됐고 강한 폭풍과 수증기 같은 휘발성 물질에 의해 지표 모양이 바뀌었다는 증거도 곳곳에서 포착됐다. 또 오래전 화성에도 물이 있었음을 보여주는 흥미로운 단서도 포착됐다. 그러나 가장 기대를 모았던 생명체의 존재 증거는 찾아내지 못했다. 이때의 탐사로 9,285장이나 되는 사진자료와 화성표면 관측자료가 축적돼 화성연구에 신기원을 이룩했다.

### 목성 탐사
목성 탐사는 1972년 3월 2일 발사된 파이어니어 10호에 의해 시작된다. 파이어니어 10호는 1973년 12월 3일 목성에 접근하여 사진을 전송하였다. 그 이후로는 보이저에 의한 탐사가 이어진다. 보이저에 의해 그 표면의 모습이 포착된 목성에도 다시 탐사기 갈릴레오 호가 발사된다. 정밀한 센서로 목성의 대기와 목성의 위성을 자세히 조사할 예정이다. 이를 위해 미항공우주국은 1998년 이온 엔진 우주선 딥 스페이스 1호 무인탐사선을 발사하였다.

### 토성 탐사
1973년 4월 6일 발사된 최초의 토성탐사선 파이어니어 11호는 1979년 9월 1일에 토성의 테를 3,500 km까지 접근하여 통과하였다. 한편 1997년 10월 15일 발사된 토성탐사선 카시니-하위헌스 호는 2년 후 지구를 다시 스쳐지나 앞으로 7년 동안 35억km를 날아 2004년 7월경 토성에 도착하며, 토성 최대의 위성인 타이탄에서 4년 동안 생명체 기원연구 등의 탐사임무를 수행한다.

### 금성 탐사
미국의 금성 탐사는 1962년 매리너 2호로 시작되었는데 1978년의 파이어니어 비너스 1호, 2호가 표면의 대략적인 데이터를 얻었다. 두꺼운 구름 때문에 금성의 자세한 모습은 수수께끼에 둘러싸인 채 알려지지 않았다. 그러나 이번의 마젤란은 높은 해상도의 레이다를 사용하여 두꺼운 구름 아래 숨겨져 있는 금성의 맨얼굴을 해명하여 자세한 지도를 만든다. 그리고 중력장, 자기장과 대기의 성분도 조사한다.

## 우주 탐사 옹호
우주 탐사 옹호론(Space advocacy)은 우주에 대한 개발, 우주로의 이민 등 우주 탐사와 이에 필요한 활동들을 지지하는 입장이다.
우주 탐사 지지자들은 우주 탐사 연구에 정부 예산을 지출해야 하는 이유를 설명할 필요가 있다. 인류가 지구에 계속 머물면 결국 종말뿐이라며 인류에게 우주 탐사가 필수라는 주장이 있다. 자연 자원 부족, 혜성 충돌, 핵전쟁, 전 세계적 전염병 발병 등을 염려한 것이다. 영국의 유명 이론물리학자 스티븐 호킹은 "우리가 우주로 흩어져 살지 않더라도 수천년 후에 인류가 살아 남을 수 있을 것이라고 생각지 않는다. 하나의 행성에만 모여 사는 생명체에게 있을 수 있는 위험이 너무 많다. 그러나 나는 낙관주의자다. 우리는 별들을 향해 발을 내딛을 것이다"라고 말했다.
다양한 사람들이 우주 탐사를 주장한다. 그들은 우주를 주제로 한 대중 교육에 활발하다. 그리고 민간 우주 항공 산업을 포함한 우주 탐사를 위한 자금 확보를 위해 정부에 로비도 한다. 회원을 모집하고, 모금 프로젝트도 진행하며, 필요한 정보를 회원과 관심있는 사람들에게 제공하기도 한다.

### 우주 탐사 옹호 단체
- SETI Institute, 과학 연구와 대중 교육을 하는 시민 단체. SETI 활동을 지휘하고 있다.
- Planetary Society, 우주 탐사에 대한 대중 교육을 주로 하는 시민 단체.
- National Space Society, 우주 개발, 이민 연구를 주로 하는 시민 단체
- Space Frontier Foundation, 자유 시장, 자본주의 관점의 우주 개발 연구를 주로 하고 있다.
- British Interplanetary Society, 아서 C. 클라크에 의해 1933년 창립돼 가장 오래된 우주 단체.
- Students for the Exploration and Development of Space, 매사추세츠 공과대학교, 프린스턴 대학교 학생 등이 창립한 단체.
- Canadian Space Society, 캐나다의 다양한 우주 탐사 옹호 단체들의 상부 단체 기능을 한다.
- Mars Society, 인류를 화성에 이민시키는 계획을 추진하는 단체

### 일상생활 편리에 기여
한편 우주 탐사에 필요한 기술 개발을 옹호하는 이유로 일상 속에서도 이들 기술이 응용된다는 점이 제시된다. 1980년대 우주 비행사들의 눈을 보호하기 위해 개발된 필터는 곧바로 선글라스에 적용됐다. 유해광선을 차단하는 분광 렌즈다. 우주선 계기판 손상을 막기 위해 개발된 긁힘 방지 렌즈도 대부분의 안경과 선글라스에 사용되고 있다. 나사는 달 탐사 아폴로계획을 진행하면서 정수기와 전자레인지도 개발했다. 이외에도 우주 탐사 기술이 일상 생활에서 쓰이는 경우는 공기청정기, 화재경보장치, 알루미늄 단열 장치(주택에 이용), 카이놀 섬유(방재 마스크에 이용), 형상기억합금, 연료 전지(자동차, MP3 플레이어), 위성항법시스템(GPS), 자기공명영상(MRI), 컴퓨터단층촬영(CT) 등이 대표적이다.<ref>우주 기술은 신상품의 寶庫 보관됨 2011-11-11 - 웨이백 머신

## 같이 보기
- 대한민국의 우주 개발
- 달 탐사